# Tanju Çolak
Tanju Çolak (* 10. November 1963 in Samsun) ist ein ehemaliger türkischer Fußballspieler und -trainer.

## Karriere
Tanju spielte zunächst bei Samsun Yolspor, wo er in der Saison 1983/84 und 1984/85 Torschützenkönig der zweiten türkischen Liga wurde. Im folgenden Jahr wechselte er in die erste Liga zu Samsunspor. Dort wurde er in den Jahren 1985/86 und 1986/87 zweimal hintereinander Torschützenkönig der türkischen Liga.
Im Jahr 1987 wechselte er zu Galatasaray Istanbul, dort schoss er in seinem ersten Jahr 39 Ligatore und wurde von der UEFA mit dem Goldenen Schuh geehrt. Dies gelang zuvor keinem anderen türkischen Fußballspieler. Sein Mitwirken trug erheblich dazu bei, dass Galatasaray zur Saison 1988/89 international auf sich aufmerksam machte. Der Verein schaffte es auch auf Grund Tanjus wichtiger Tore gegen den AS Monaco und gegen Neuchâtel Xamax bis ins Halbfinale des Europäischen Pokals der Landesmeister (heute Champions League). Während seiner Zeit bei Galatasaray wurde er in der Saison 1990/91 mit 31 Toren erneut Torschützenkönig.
In der darauf folgenden Saison wechselte er zum Erzrivalen Fenerbahçe Istanbul, wo er in der Saison 1992/93 mit 27 Toren zum letzten Mal Torschützenkönig wurde. Seine letzte Station als Fußballer war in der Saison 1993/94 İstanbulspor, wo er noch für vier Monate aktiv war, bevor er seine Karriere beendete. Neben seinen individuellen Erfolgen wurde er mit Galatasaray Istanbul einmal Türkischer Fußballmeister.
Für die türkische Nationalmannschaft spielte er 31 Spiele und schoss dabei neun Länderspieltore.
Er ist im Moment mit 247 Toren in 296 Spielen der zweiterfolgreichste Torschütze der türkischen Liga (heute Süper Lig). Mit einem Durchschnitt von 0,87 Toren pro Spiel weist er die beste Quote aller türkischen Fußballer auf. In der Saison 1992/93 schoss Tanju Çolak 6 Tore in einem Spiel (Fenerbahçe - Karşıyaka 7:1) und ist somit der Spieler mit den meisten Toren in einem Spiel.
Außerdem unterhält er in der Nähe von Samsun die zurzeit drittgrößte Rinderzuchtfarm der Türkei.

## Erfolge
Verein
- Türkischer Fußballmeister, 1988 mit Galatasaray Istanbul
- Türkischer-Fußballpokal-Sieger, 1991, mit Galatasaray Istanbul

Individuelle Erfolge
- Goldener Schuh: Tanju Çolak war mit 39 Toren in der Saison 1987/88 Europas bester Torschütze
- Torschützenkönig der Süper Lig (5): 1986, 1987, 1988, 1991, 1993